# Louis de Guiringaud
Louis de Guiringaud (* 12. Oktober 1911 in Limoges; † 15. April 1982 in Castelsarrasin) war ein französischer Politiker und Diplomat.
Nach einer Karriere als Diplomat für Frankreich (insbesondere bei den Vereinten Nationen und als französischer Botschafter in Ghana von 1957 bis 1961), war de Guiringaud vom 27. August 1976 bis zum 29. November 1978 Außenminister der Fünften Französischen Republik unter Premierminister Raymond Barre.
Am 15. April 1982 brachte er sich mit einem Jagdgewehr um.
| Personendaten    | Personendaten                        |
| ---------------- | ------------------------------------ |
| NAME             | Guiringaud, Louis de                 |
| KURZBESCHREIBUNG | französischer Politiker und Diplomat |
| GEBURTSDATUM     | 12. Oktober 1911                     |
| GEBURTSORT       | Limoges                              |
| STERBEDATUM      | 15. April 1982                       |
| STERBEORT        | Castelsarrasin                       |